# Carmelo Algarañaz
Carmelo Algarañaz Añez (ur. 27 stycznia 1996 w Santa Cruz) – boliwijski piłkarz występujący na pozycji napastnika, reprezentant Boliwii, od 2023 roku zawodnik Bolívaru.